# نقطة الغليان

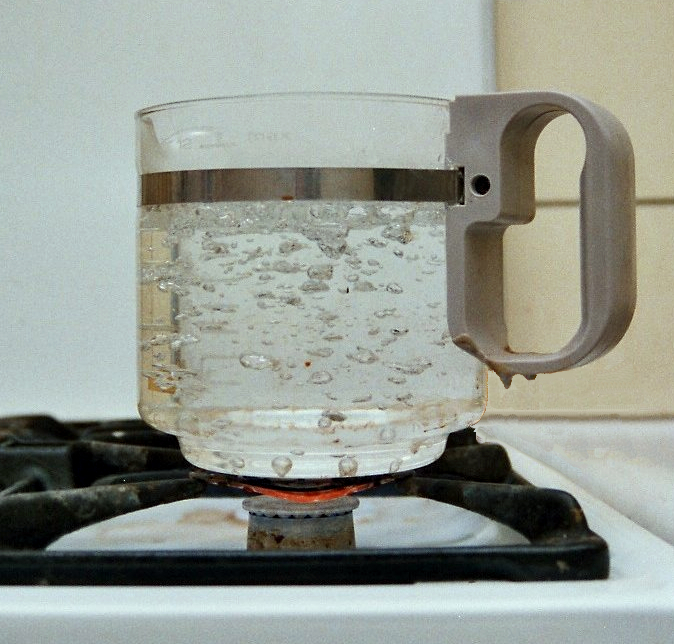
درجة غليان الماء

نقطة الغليان لمادة هي درجة الحرارة التي تتغير فيها من الحالة السائلة إلى الحالة الغازية خلال كل جزء من أجزاء السائل. ويمكن أن يتحول السائل إلى غاز في درجة حرارة أقل من درجة حرارة الغليان خلال عملية التبخر. وعمومًا فإن التبخر ظاهرة سطحية والتي تتبخر فيها جزيئات السائل القريبة من سطح الغاز/السائل. الغليان على الناحية الأخرى هو عملية تتم لكل الجزيئات في أي مكان في السائل يحدث له تبخر، وينتج من ذلك فقاعات بخار.
الهيليوم هو أقل العناصر في درجة الغليان. وأكثر العناصر في درجة الغليان هو الرينيوم. حيث تتعدى درجة حرارة غليانه هو والتنجستين 5000 كلفن في الضغط القياسي، ونظرا لصعوبة قياس ذلك بدقة فإنه لا يعرف بدقة ما إذا كان الرينيوم أو التنجستين له درجة حرارة غليان أعلى.
نقطة الغليان هي الدرجة التي يكون عندها ضغط البخار للمادة مساويا للضغط الجوى. وعلى هذا فإن درجة الغليان تعتمد على الضغط. وغالبا ما يتم نشر نقط الغليان التي يتم قياسها في الضغط القياسي (101325 بسكال أو 1 ضغط جوي). وفي الارتفاعات الأعلى حيث يكون الضغط الجوى أقل، تقل أيضا نقط الغليان. وتزيد نقط الغليان بزيادة الضغط حتى الوصول إلى النقطة الحرجة حيث تتساوى عندها خواص السائل والغاز. ولا يمكن زيادة نقطة الغليان عن النقطة الحرجة. كما أن نقطة الغليان تقل بتقليل الضغط الجوى حتى الوصول إلى النقطة الثلاثية. ولا يمكن تقليل نقطة الغليان عن هذه النقطة.
عملية التحول من سائل إلى غاز تتطلب كمية من الحرارة تسمى الحرارة الكامنة للتبخر. وبزيادة كمية الحرارة الواقعة على أي سائل عن نقطة الغليان ، فإن هذه الحرارة تستخدم في تحويل حالة المادة السائلة إلى غازية ، وعلى هذا فإن درجة حرارة المادة تظل كما هي على الرغم من زيادة الحرارة الواقع تحتها السائل . كما أن كلمة كامن (latent) هي لاتينية الأصل وتعنى مختبئ ، وهنا تعنى أن الحرارة التي تضاف لا تظهر في شكل زيادة درجة حرارة السائل . ونظرا لأن زيادة الحرارة الواقعة على السائل لا تحدث تغيير في درجة حرارته فإن المحتوى الحرارى للسائل يكون لا نهائي عند نقطة الغليان.
وبالحديث عن التفاعلات البين جزيئية ، فإن نقطة الغليان تمثل النقطة التي تكتسب فيها جزيئات السائل الطاقة اللازمة للتغلب على قوى الجذب البين جزيئية المختلفة والتي تربط الجزيئات بالسائل (مثل قوى الجذب ثنائية القطب-ثنائية القطب ، قوى الجذب ثنائية القطب-اللحظية ثنائية القطب الحثية ، الرابطة الهيدروجينية) وعلى هذا فإن نقطة الغليان تعبر عن مقدار قوى الجذب .
نقطة الغليان للماء 100 °C أي 212 °F في ظروف الضغط القياسية . وعلى قمة جبل إفرست يكون الضغط مساويا 260 mbar تقريبا ، وتكون نقطة الغليان 69 °C .
وبتعبير أكثر دقة طبقا لمفاهيم الثيرمو دينامكس ، فإن نقطة الغليان الطبيعية للماء هي 99.97 درجة مئوية (في ضغط 1 أتموسفير ، 101,325 بسكال) . وحتى عام 1982 كان ذلك نقطة الغليان القياسية ، ولكن IUPAC اقترحت ضغط قياسيى مقداره 1 بار (100,000 بسكال) . وعند هذا التقليل البسيط في الضغط تصبح نقطة غليان الماء 100 درجة مئوية .
(Cf. DeVoe, Howard, Thermodynamics and Chemistry. Prentice-Hall, 2001)

## درجة حرارة وضغط التشبع
السائل المشبع هو السائل الذي يحتوي على طاقة حرارية بقدر ما يستطيع بدون أن يغلي (البخار المشبع يحتوي على كمية من الحرارة تجلعه كبخار دون أن يتكثف).
درجة حرارة التشبع تعني نقطة الغليان: درجة حرارة التشبع هي الدرجة المقابلة لضغط التشبع الذي يتحول عندها السائل إلى الحالة الغازية. يمكن القول أن السائل يكون مشبع بالطاقة الحرارية وعند إضافة جزأ صغير منها يبدأ في التحول إلى الحالة الغازية.
إذا ظل الضغط ثابت فإن البخار المتواجد عند درجة حرارة التشبع سيتكثف أثناء إزالة الحرارة منه. وبالمثل فإن السائل المتواجد عند ضغط ودرجة حرارة التشبع سيتبخر أثناء إضافة الحرارة له.
تشير نقطة الغليان إلى درجة الحرارة التي عندها الضغط البخاري للسائل يساوي الضغط الجويظن لذلك فإن نقطة الغليان لا تعتمد على الضغط في هذه الحالة. يتم نشر نقطة الغليان للسوائل المختلفة عند الضغط القياسى حسب المعهد الوطني للمعايير والتقنية والذي يساوي 101.325 كيلوباسكال أو 1 ضغط جوي. كلما ارتفعنا عن سطح الأرض قل الضغط وبالتالي تقل نقطة الغليان. تزداد نقطة الغليان كلما زاد الضغط حتى النقطة الحرجة حيث تكون خواص السائل والغاز متمائلة. لا يمكن أن تزداد نقطة الغليان عن النقطة الحرجة. وبالمثل فإن نقطة الغليان تقل كلما قل الضغط حتى نصل إلى النقطة الثلاثية ولا يمكن أن تقل أكثر من ذلك.
يمكن قياس نقطة الغليان إذا علم كلا من حرارة التبخير والضغط البخاري للسائل وذلك من معادلة كلاوزيوس-كلابيرون:
{\displaystyle T_{\text{B}}={\Bigg (}{\frac {1}{T_{0}}}-{\frac {R\,\ln {\frac {P}{P_{0}}}}{\Delta H_{\text{vap}}}}{\Bigg )}^{-1},}
حيث:
{\displaystyle T_{B}} هي نقطة الغليان عند الضغط المطلوب قياسها عنده.
{\displaystyle R} ثابت الغازات العام ،
{\displaystyle P} هو الضغط البخاري للسائل عند الضغط المطلوب،
{\displaystyle P_{0}} هو الضغط الذي عنده درجة الغليان Toتكون معلومة ( غالبا تكون عند 1 ضغط جوي أو 100 كيلو باسكال)،
{\displaystyle \Delta H_{\text{vap}}} حرارة التبخر للسائل.
{\displaystyle T_{0}}هو درجة حرارة الغليان.
ضغط التشبع: هو الضغط المقابل لدرجة حرارة التشبع والذي عنده يتحول السائل للحالة البخارية. هناك علاقة مباشرة بين ضغط التشبع ودرجة حرارة التشبع حيث مع زيادة ضغط التشبع يزيد معه درجة حرارة التشبع.
إذا ظلت درجة حرارة النظام ثابتة، فإن البخار الموجود عند ضغط التشبع ودرجة حرارة التشبع سيبدأ في التكثف للحالة السائلة مع زيادة الضغط.
هناك أتفاقيتان حول نقطة الغليان للماء عند الضغط الجوي. نقطة الغيان العادية عند الضغط الجوي (1 ضغط جوي) تساوي 99.97 درجة سليزيوس. يزعم الاتحاد الدولي للكيمياء البحتة والتطبيقية أن نقطة غليان الماء هي 99.61 درجة سليزيوس عند الضغط الجوي. عندما نصل إلى قمة جبل أفرست وهي على ارتفاع 8848 متر فإننا نجد أن الضغط عنده يساوي 34 كيلوباسكال ونقطة غليان الماء أصبحت 71 درجة سليزيوس.